# 武蔵ヶ丘バスストップ
武蔵ヶ丘バスストップ（むさしがおかバスストップ）は、熊本県熊本市北区楠8丁目の九州自動車道にあるバス停留所である。

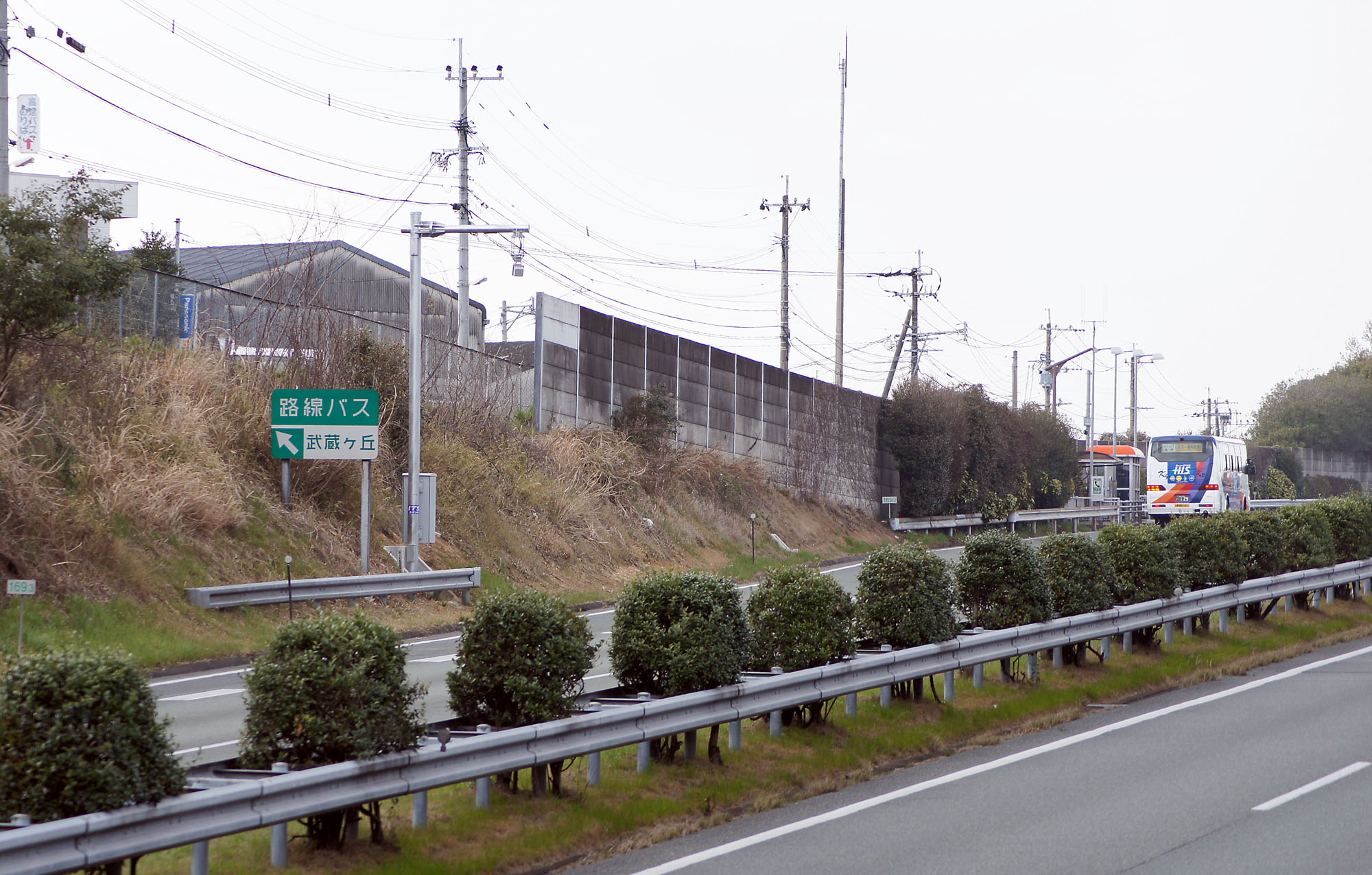
福岡方面

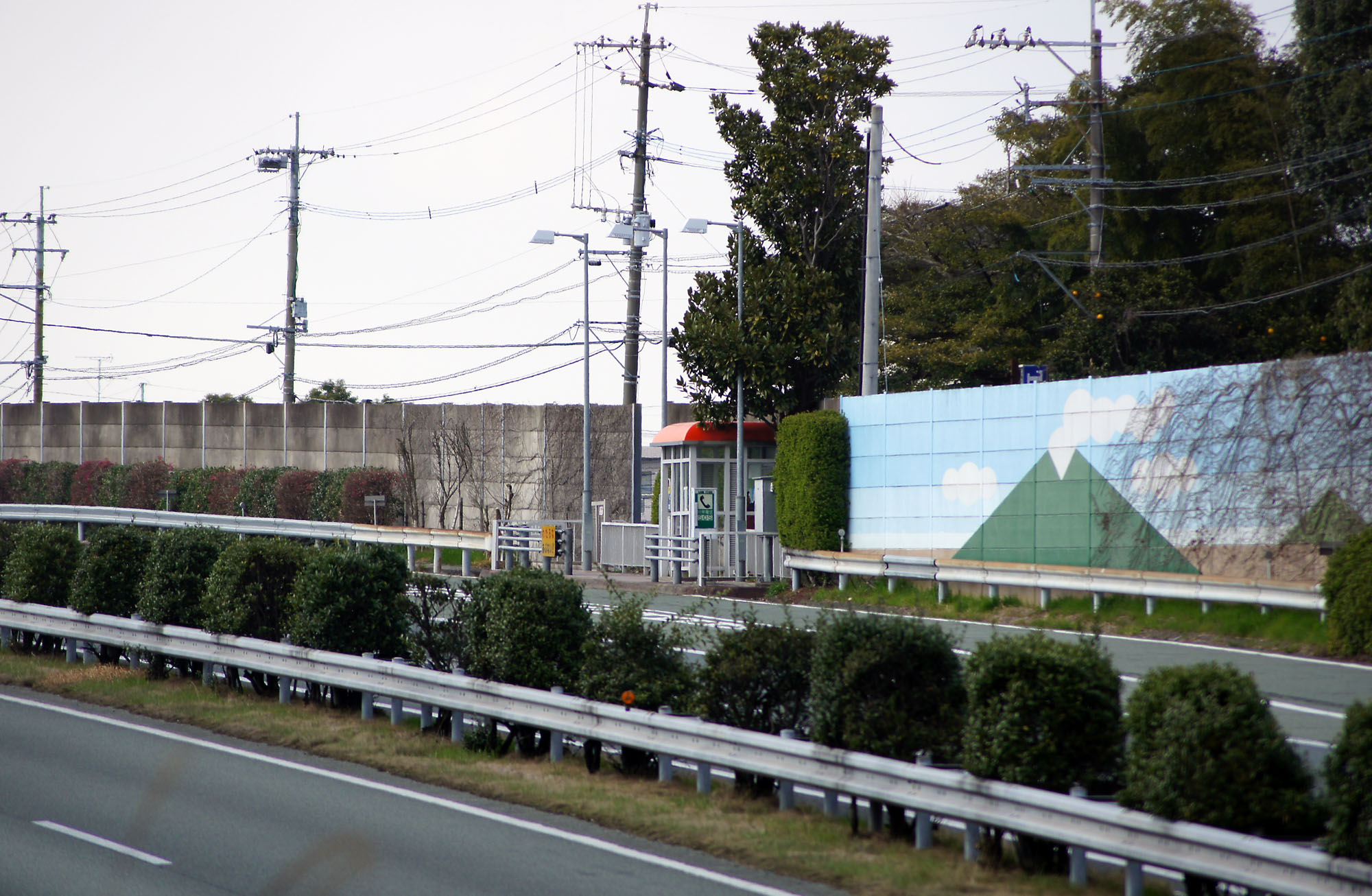
鹿児島方面

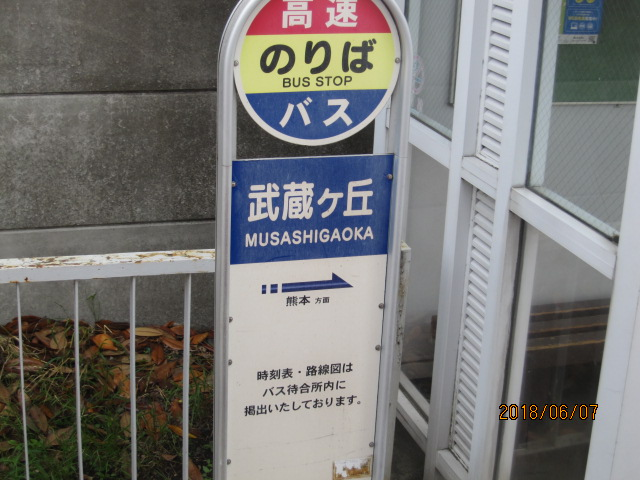
バス停

熊本と九州各県や本州を結ぶ高速バスのうち、福岡・長崎方面の全便が停車する（「ひのくに号」以外は熊本市内方面との相互利用不可）。また、高速道上のバス停にしては珍しく、熊本発着の夜行便（サンライズ号・あそ☆くま号）も停車する。

## 停車する路線
| 路線愛称           | 運行会社                  | 下り線側方面                                                                    | 上り線側方面 |
| ------------------ | ------------------------- | ------------------------------------------------------------------------------- | --- |
| ひのくに号         | 九州産交バス 西日本鉄道   | 益城インター口・熊本県庁前・桜町BT・熊本駅/西原・帯山中学前・熊本県庁前・桜町BT | 西合志・福岡（博多BT・天神高速BT）（スーパーノンストップ）/西合志・植木IC・高速基山・筑紫野・福岡（博多BT・天神高速BT）/各停 福岡空港 |
| りんどう号         | 九州産交バス 長崎県交通局 | （降車のみ）                                                                    | 大村IC・諫早IC・長崎（昭和町・長崎駅前・中央橋）                                                                                      |
| サンライズ号 ※夜行 | 九州産交バス 近鉄バス     | （降車のみ）                                                                    | 神戸（三宮）・大阪（大阪駅・難波・阿部野橋）・京都（京都駅）                                                                          |
| あそ☆くま号 ※夜行  | 九州産交バス 近鉄バス     | （降車のみ）                                                                    | 大阪（大阪駅・難波・阿部野橋）・京都                                                                                                  |

## 周辺
- 九州旅客鉄道（JR九州）豊肥本線 武蔵塚駅
- 熊本市立武蔵小学校
- 熊本市立楠小学校
- 武蔵塚公園 - 宮本武蔵の眠る墓地とされる「武蔵塚」のある公園。「武蔵ヶ丘」の地名の由来となっている。
- 楠団地
- 武蔵ヶ丘団地
- ゆめタウン光の森（離れている。東に約2km）

## 隣のバスストップ
西合志BS - 武蔵ヶ丘BS - 松の本BS（一般道）
西合志BS - 武蔵ヶ丘BS - 益城インター口BS（スーパーノンストップ）